# خيال جنسي

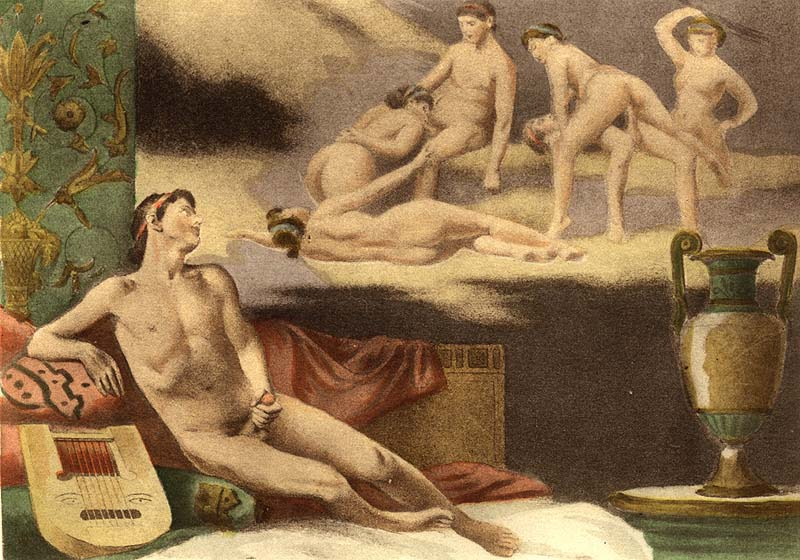

الخيال الجنسى (بالإنجليزية: Sexual fantasy)‏ ويسمى أيضا الأحلام الجنسية (بالإنجليزية: Erotic fantasy)‏ وهي عبارة عن الصورة العقلية أو النمط الفكرى لدى الشخص والذي يحرك النشاط الجنسي لديه ويمكن من خلاله زيادة أو تقوية الشهوة الجنسية لديه.
 والخيال الجنسى يكمن تماما داخل عقل الشخص ويمكن أن ينشأ لديه نتيجة لتفكيره في شخص خيالي أو شخص واقعي.